# 秋元雅一朗
秋元 雅一朗（あきもと まさいちろう、1920年（大正9年）3月2日 - 1990年（平成2年）2月7日）は、日本の声楽家（バリトン、バス）・オペラ歌手・音楽教育者・翻訳家（訳詞家）。二期会の創設メンバーの一人。本名は秋元清一（あきもと せいいち）。旧字体秋元淸一。
作曲家の関口孝明は孫にあたる。

## 経歴
東京府（現: 東京都）出身。1945年（昭和20年）東京音楽学校（現: 東京藝術大学音楽学部）研究科修了。本科では戸田敏子、畑中良輔らと同級。木下保に師事。
第二次大戦後まもなくの1946年（昭和21年）4月に藤原歌劇團 ビゼー『カルメン』エスカミリオでデビュー。その後オペラへの出演を続け、20年足らずの間に約90本ものプロダクションに出演している。役柄は2枚目、3枚目から悪役まで多岐にわたるが、特に團伊玖磨『夕鶴』では全国をまわって「惣ど」役を演じ、秋元の存在なくしては語れない役となっている。
1951年（昭和26年）1月27日に日比谷公会堂で文部省芸術祭参加作品として、ベルリオーズ『ファウストの劫罰』の訳詞を演奏会形式で2公演、舞台として9公演を行い、これをNHKラジオが収録して放送している。秋元も大役のメフィストで参加している。芸術祭後にソプラノの三宅春惠、アルトの川崎靜子、テノールの柴田睦陸、バリトンの中山悌一の4名が中心となり、「先人のオペラ活動を第1期に自らは第2期の中心として気概を新たに」という趣旨から「二期会」を結成し、1952年（昭和27年）2月15日に結成披露・基金募集の「ヴォーカル・コンサート」が行われた。プログラムには、2月現在の二期会会員として以下の16人の名前が記されている。三宅春恵、大熊文子、朝倉万紀子、柴田喜代子、荒牧規子、川崎靜子、佐々木成子、木下保、柴田睦陸、渡邊高之助、中山悌一、秋元清一、関忠亮、石津憲一、畑中良輔、伊藤亘行。同年2月25日から28日にかけて、日比谷公会堂でプッチーニ『ラ・ボエーム』を訳詞で、マンフレート・グルリット指揮の東京交響楽団演奏で初演する。秋元はコリーヌを務めた。
その後も数多くのオペラに出演しているが、團伊玖磨『夕鶴』惣ど、プッチーニ『蝶々夫人』シャープレス、ビゼー『カルメン』エスカミリオ、ヴェルディ『アイーダ』ランフイス、モーツァルト『フィガロの結婚』フィガロ、清水脩『修善寺物語』面作師夜叉王などが代表的な役柄である。また、1960年のワーグナー『ニュルンベルクのマイスタージンガー』日本初演のハンス・ザックスを務めるなど、歴史的な舞台も踏んでいる。
訳詞も手掛けており、上記の『ニュルンベルクのマイスタージンガー』の訳詞者も秋元である（植村敏夫と共訳）。他にも、オッフェンバック『ホフマン物語』、プッチーニ『トスカ』の邦訳をはじめ、自らの訳と編集でロシア歌曲集を出版している。
また、コンサートにおいても、ベートーヴェン『第九』をはじめ、ヴェルディ『レクイエム』など、数多くの曲でソリストとして活躍した。
音楽教育者としては、東京女子高等師範学校教授、宇都宮大学教授、東京学芸大学教授、東京藝術大学講師、創価大学教育学部教授を歴任。1964年10月には城多又兵衛を理事長に日本声楽発声学会（創立当時の名称は「発声指導法研究会」）の発足に参画。門下生に、池田明良、八重樫節子、松田晃、山形忠顯、野口理恵、伊集院俊光などがいる。
元・日本声楽発声学会会員。二期会会員。日本音楽連盟会員（評議員）。
1990年（平成2年）2月7日死去。69歳没。

## 主な舞台等演歴
- 1946年4月27日 - 5月5日 藤原歌劇團 ビゼー『カルメン』エスカミリオ 帝国劇場（秋元淸一名義）[18]
- 1946年11月2 - 3日 長門美保歌劇研究所 プッチーニ『蝶々夫人』シヤアプレス 東京劇場（秋元淸一名義）[19]
- 1947年9月4 - 8日 長門美保歌劇研究所 カール・マリア・フォン・ウェーバー『魔彈の射手』カスパア 東京劇場（秋元淸一名義）[20]
- 1948年5月29 - 31日 長門美保歌劇團 プッチーニ『蝶々夫人』シャープレス 大阪歌舞伎座（秋元淸一名義）[21]
- 1948年8月28日 - 9月3日 長門美保歌劇團 プッチーニ『蝶々夫人』シヤアプレス 東京劇場（秋元淸一名義）[22]
- 1948年10月8 - 10日 長門美保歌劇団 プッチーニ『蝶々夫人』シヤアプレス 名古屋市公会堂（秋元清一名義）[23]
- 1949年1月15 - 28日 藤原歌劇團 ビゼー『カルメン』エスカミーロ 帝国劇場（秋元淸一名義）[24]
- 1949年2月12 - 24日 長門美保歌劇團 ベートーヴェン『フィデリオ』ドン・ピツアロ 歌舞伎座（秋元淸一名義）[25]
- 1950年3月27日放送  ロッシーニ『ウィリアム・テル』ゲスラー（秋元清一名義）[26]
- 1950年4月8 - 12日 藤原歌劇團 プッチーニ『トスカ』アンジェロッテイ 大阪朝日会館（秋元淸一名義）[27]
- 1950年6月2日 東宝交響樂團 ベートーヴェン『フィデリオ』（コンサート形式）ドン・ピツァロ 日比谷公会堂（秋元淸一名義）[28]
- 1950年6月11 - 19日 藤原歌劇團 プッチーニ『トスカ』アンジエロツテイ 有楽座（秋元淸一名義）[29]
- 1950年11月16日 昭和25年度文部省藝術祭 大木惇夫: 詩 深井史郎: 作曲 カンタータ『平和への祈り』指揮／尾高尚忠 日本交響楽団 独唱／大熊文子 川崎静子 木下保 秋元清一 合唱／国立音楽大学合唱団 日比谷公会堂[30]
- 1950年12月15 - 29日 藤原歌劇団 グノー『ファウスト』メフィストフェレス 帝国劇場（秋元淸一名義）[31]
- 1950年8月15 - 21日 藤原歌劇団 プッチーニ『トスカ』アンジェロッティ 新橋演舞場（秋元淸一名義）[32]
- 1951年5月31日 - 6月6日 藤原歌劇團 ヴェルディ『アイーダ』ラムフイス 歌舞伎座（秋元淸一名義）[33]
- 1951年6月28日 - 7月1日 東京オペラ協会 プッチーニ『トゥーランドット』ティムール 日比谷公会堂（秋元淸一名義）[34]
- 1951年11月18日 OB交響楽団 ベートーヴェン『第九』指揮／日比野愛次 独唱／伊藤京子 佐々木成子 木下保 秋元清一 合唱／宗教音楽研究合唱団 日比谷公会堂[35]
- 1951年11月27日 - 12月2日 東京芸術大学歌劇研究部 エクトル・ベルリオーズ『ファウストの劫罰』メフイスト 日比谷公会堂（秋元淸一名義）[4]
- 1951年12月27 - 28日 NHK交響楽団 ヴェルディ『ファルスタッフ』（コンサート形式）ピストル 日比谷公会堂（秋元清一名義）[36]
- 1952年1月30日 - 2月13日 藤原歌劇團 團伊玖磨『夕鶴』（初演）惣ど 大阪朝日会館 日比谷公会堂（秋元清一名義）[37][38]
- 1952年2月25 - 27日 二期会 プッチーニ『ラ・ボエーム』コリーヌ 日比谷公会堂（秋元清一名義）[7]
- 1952年4月7日 藤原歌劇団 ヴェルディ『アイーダ』エジプト国王 京都劇場（秋元清一名義）[39]
- 1952年5月27 - 30日 藤原歌劇團 リヒャルト・ワーグナー『タンホイザー』領主ヘルマン 歌舞伎座[40]
- 1952年7月3 - 5日 藤原歌劇団 モーツァルト『ドン・ジョヴァンニ』騎士長 日比谷公会堂[41]
- 1952年7月13 - 17日 関西オペラ プッチーニ『ラ・ボエーム』コリーヌ 大阪朝日会館[42]
- 1952年10月30日 藤原歌劇団 團伊玖磨『夕鶴』惣ど 新橋演舞場[37][43]
- 1952年11月24日 - 12月2日 東京芸術大学 藤原歌劇団 長門美保歌劇団 二期会 東京オペラ協会 関西オペラグループ モーツァルト『フィガロの結婚』フィガロ 大阪産経会館[44]
- 1952年11月27日 - 12月3日 東京芸術大学 藤原歌劇団 長門美保歌劇団 二期会 東京オペラ協会 関西オペラグループ モーツァルト『フィガロの結婚』フィガロ 歌舞伎座 日比谷公会堂[45]
- 1953年2月2 - 3日 グルリツトオペラ協會 モーツァルト『魔笛』パパゲーノ 日比谷公会堂[46]
- 1953年2月13 - 17日 グルリツトオペラ協會 モーツァルト『魔笛』パパゲーノ 大阪朝日会館[47]
- 1953年3月28日 - 4月3日 グルリツトオペラ協會 モーツァルト『魔笛』パパゲーノ 日比谷公会堂[48]
- 1953年5月6 - 10日 二期会 フロトー『マルタ』プランケット 新宿劇場（秋元清一名義）[49]
- 1953年6月20 - 23日 藤原歌劇團 二期會 東京ヴォーカル・グループ ヴェルディ『リゴレット』タイトル・ロール 日比谷公会堂[50]
- 1953年7月22 - 25日 二期會 モーツァルト『フィガロの結婚』フィガロ 日比谷公会堂[51]
- 1953年10月30日 - 11月3日 二期会 ヴェルディ『オテロ』イヤーゴ 日比谷公会堂[52]
- 1954年2月15 - 24日 二期會 ビゼー『カルメン』エスカミーロ 日比谷公会堂[53]
- 1954年5月27日 - 6月1日 日本樂劇協会 二期会 山田耕筰『黒船』浪人吉田 日比谷公会堂[54]
- 1954年7月3 - 5日 二期会 ベンジャミン・ブリテン『ルクリーシア』ジュニアス 日比谷公会堂[55]
- 1954年11月29日 東京交響楽団 ヴェルディ『レクイエム』指揮／前田幸市郎 独唱／柴田喜代子 川崎静子 柴田睦陸 秋元雅一朗 合唱／東京合唱団 学習院合唱団・鎌倉コールと合同[56]
- 1955年1月19 - 25日 二期會 清水脩『修禅寺物語』面作師夜叉王 共立講堂 日比谷公会堂[57]
- 1955年3月18 - 31日 大阪勤労者音楽協議会 團伊玖磨『ききみみずきん』慾張り長者甚五兵衛 宝塚大劇場 毎日会館[58]
- 1955年4月6 - 16日 ITALIAN OPERA FESTIVAL ヴェルディ『アイーダ』ランフイス 日比谷公会堂[59]
- 1955年5月14日 横浜勤労者音楽協議会 横浜市教育委員会 團伊玖磨『夕鶴』惣ど 神奈川県立音楽堂[37][60]
- 1955年9月13 - 18日 NHK交響楽団 スメタナ『売られた花嫁』ケザール 日比谷公会堂[61]
- 1955年10月29日 - 11月6日 藤原歌劇団 二期会 江口・宮舞踊団 團伊玖磨『ききみみずきん』慾張り長者甚五兵衛 日比谷公会堂[62]
- 1955年11月15日 呉音楽連盟 團伊玖磨『夕鶴』惣ど 呉市立五番町小学校講堂[60][63]
- 1955年11月16日 広島労音 團伊玖磨『夕鶴』惣ど 広島市公会堂[60][64]
- 1955年11月17日 宇部好楽協会 團伊玖磨『夕鶴』惣ど 宇部市渡辺翁記念会館[60][65]
- 1955年11月18日 北九州労音 團伊玖磨『夕鶴』惣ど 小倉市体育館[60][66]
- 1955年11月19日 福岡市音楽愛好会 團伊玖磨『夕鶴』惣ど 電気ホール[60][67]
- 1955年11月20日 音楽愛好会ブリヂストンタイヤ 團伊玖磨『夕鶴』惣ど 電気ホール[60][68]
- 1955年11月22日 下関音楽協会 團伊玖磨『夕鶴』惣ど 下関東宝劇場[60][69]
- 1956年3月11日 東京交響楽団 ベートーヴェン『第九』指揮／前田幸市郎 独唱／伊藤京子 栗本尊子 柴田睦陸 秋元雅一朗 合唱／東京合唱団 学習院合唱団と合同[56]
- 1956年7月25日 - 8月3日 二期会 ベンジャミン・ブリテン『ピーター・グライムス』（日本初演）バルストロード 産経ホール[70]
- 1956年9月29日 NFC交響楽団 産経ホール ベートーヴェン『第九』山田一雄（指揮） 三宅春恵（ソプラノ） 川崎静子（アルト） 柴田睦陸（テノール） 秋元雅一朗（バリトン） 玉川学園合唱団
- 1956年10月12 - 21日 京都勤労者音楽協議会 團伊玖磨『夕鶴』惣ど 弥栄会館[60][71]
- 1956年11月21日 - 12月2日 二期会 ビゼー『カルメン』エスカミリオ 宝塚大劇場 毎日会館[72]
- 1957年2月1 - 3日 神戸勤労者音楽協議会 團伊玖磨『夕鶴』惣ど 神戸国際会館[73]
- 1957年2月4 - 6日 大阪勤労者音楽協議会 團伊玖磨『夕鶴』惣ど 大阪産経会館[74]
- 1957年4月3日 東京交響楽団 メンデルスゾーン オラトリオ『エリア』（日本初演）指揮／前田幸市郎 独唱／三宅春恵 松内和子 木下保 秋元雅一朗 合唱／東京合唱団 学習院合唱団と合同[56]
- 1957年6月26日 - 7月3日 二期会 モーツァルト『ドン・ジョヴァンニ』レポレロ 日比谷公会堂 産経ホール[75]
- 1957年11月2日 東京フィルハーモニー交響楽団 ベートーヴェン『第九』指揮／前田幸市郎 独唱／大熊文子 本橋美子 木下保 秋元雅一朗 成城合唱団 共立講堂[76]
- 1957年11月16日 - 12月1日 二期会 ヨハン・シュトラウス2世『蝙蝠』フランク典獄 共立講堂 日比谷公会堂[77]
- 1957年12月9日 - 1958年1月26日 二期会 プッチーニ『お蝶夫人』シャープレス 日比谷公会堂 産経ホール[78]
- 1957年12月25日 - 1958年1月4日 二期会 プッチーニ『お蝶夫人』シャープレス 日比谷公会堂 共立講堂[79]
- 1958年7月4 - 11日 都民劇場 團伊玖磨『夕鶴』惣ど 共立講堂 日比谷公会堂[80]
- 1958年8月16日 二期会 ヴェルディ『アイーダ』ランフィス 国立競技場[81]
- 1958年9月18 - 23日 姫路勤労者音楽協議会 和歌山勤労者音楽協議会 大津勤労者音楽協議会 團伊玖磨『夕鶴』惣ど やまと会館[姫路] [旧]和歌山市民会館 滋賀会館[82]
- 1958年9月24日 毎日新聞社 毎日放送 團伊玖磨『夕鶴』惣ど 大阪毎日ホール[83]
- 1958年9月25日 夕刊京都新聞社 團伊玖磨『夕鶴』惣ど 弥栄会館[84]
- 1958年10月30日 - 11月7日 二期会 ロッシーニ『セヴィラの理髪師』バジリオ 日比谷公会堂 共立講堂[85]
- 1958年10月31日 NHKラジオ第二で放送 入野義朗『ラジオのためのカンタータ“古代幻想”』隠者[86]
- 1958年11月4日 - 1959年1月30日 東京勤労者音楽協議会 團伊玖磨『夕鶴』惣ど 産経ホール 共立講堂 日比谷公会堂[87]
- 1958年12月28日 東京交響楽団 ブルックナー ミサ曲第3番『大ミサ』（日本初演）指揮／前田幸市郎 独唱／奥田智恵子 佐々木成子 木下保 秋元雅一朗 合唱／東京合唱団[56]
- 1959年1月18日 栃木県国際文化協会 團伊玖磨『夕鶴』惣ど 栃木会館大ホール[88]
- 1959年8月14 - 21日 二期会 ロッシーニ『セヴィラの理髪師』バジリオ 産経ホール 文京公会堂[89]
- 1959年9月9 - 12日 札幌勤労者音楽協議会 函館勤労者音楽協議会 團伊玖磨『夕鶴』惣ど [旧]札幌市民会館 函館HBCラジオホール[90]
- 1959年12月6日 東京交響楽団 ベートーヴェン『ミサ・ソレムニス』指揮／前田幸市郎 独唱／柴田喜代子 佐々木成子 木下保 秋元雅一朗 合唱／東京合唱団 学習院合唱団と合同[56]
- 1960年1月21 - 25日 二期会 團伊玖磨『夕鶴』惣ど フェスティバルホール[91]
- 1960年1月27 - 31日 二期会 カール・マリア・フォン・ウェーバー『魔弾の射手』カスパル フェスティバルホール[92]
- 1960年9月6 - 14日 横浜勤労者音楽協議会 團伊玖磨『夕鶴』惣ど 神奈川県立音楽堂[93]
- 1960年9月21 - 22日 二期会 京都市交響楽団 モーツァルト『魔笛』サラストロ 産経ホール[94]
- 1960年11月2 - 8日 都民劇場 ワーグナー『ニュルンベルクの名歌手』（日本初演）ハンス・ザックス 訳詞 日比谷公会堂[8]
- 1960年12月10日 東京交響楽団特別演奏会 ヴェルディ『レクイエム』指揮／A・ヤンソンス 独唱／毛利純子 川崎静子 柴田睦陸 秋元雅一朗 合唱／東京合唱団[56]
- 1961年11月1 - 4日 大東京協賛会 グノー『ファウスト』メフィストフェレス 東京文化会館大ホール[95]
- 1961年12月3日 二期会 ロッシーニ『セヴィラの理髪師』バジリオ 東京文化会館[96]
- 1963年4月19日 - 6月17日 東京勤労者音楽協議会 プッチーニ『お蝶夫人』シャープレス 東京文化会館大ホール 東京厚生年金会館大ホール[97]
- 1963年7月8 - 9日 二期会 清水脩『修善寺物語』面作師夜叉王 東京文化会館大ホール[98]
- 1963年12月21日 - 1964年2月10日 東京勤労者音楽協議会 團伊玖磨『夕鶴』惣ど 東京文化会館大ホール 文京公会堂 八王子市民会館ホール 東京厚生年金会館[99]
- 1963年12月15日 藤原歌劇団 ヨハン・シュトラウス2世『こうもり』ゲスト出演 東京文化会館[100]

## 訳書
- ロシア歌曲集 秋元雅一朗訳編 音楽之友社 1955

## 訳詞作品
- 1960年10月4 - 14日 二期会 オッフェンバック『ホフマン物語』訳詞[9]
- 1960年11月2 - 8日 都民劇場 ワーグナー『ニュルンベルクの名歌手』（日本初演）ハンス・ザックス 訳詞[8]
- 1961年2月2 - 6日 二期会 プッチーニ『トスカ』訳詞[10]

## 受賞歴
- 幸田奨学賞[2]

## 主なディスコグラフィー
- 『若い力』（作詞: 佐伯孝夫、作曲: 高田信一、歌: 長門美保、秋元清一、キング・ヴォーカル・アンサンブル、演奏: キング管弦楽団 キングレコードC255
- CD バッハ『ヨハネ受難曲』BWV 245 三宅春恵（ソプラノ） 川崎静子（アルト） 木下保（テノール） 岩崎成章（テノール） 中山悌一（バリトン） 秋元雅一朗（バス） 成城合唱団 日本交響楽団（NHK交響楽団） 高田信一（指揮） 録音: 1950年（昭和25年）4月21 - 22日 日比谷公会堂
- CD 宮原禎次 カンタータ『平和の父、アンリ・デュナン』木下保（指揮）/東京交声楽団（合唱）/奥田耕天（オルガン）/仙波晴福（ティンパニ）/毛利純子（ソプラノ）/三枝喜美子（アルト）/佐々金治（テノール）/秋元雅一朗（バス）
- 二期会50周年記念CD（オムニバス）
- CD2枚組 團伊玖磨: 歌劇『夕鶴』指揮／團伊玖磨 独唱／三宅春恵 立川清登 木下保 秋元雅一朗 東京フィルハーモニー交響楽団
- CD3枚組 生誕100年 永遠のテナー 柴田睦陸（オムニバス）『夕鶴』惣ど を担当
- CD7枚組 日本SP名盤復刻選集4（オムニバス）ローム・ミュージック・ファンデーション
- CD 1956年9月29日 産経ホール 1956年10月6日 ニッポン放送 ベートーヴェン『第九』